# The Daughter Pays
The Daughter Pays er en amerikansk stumfilm fra 1920 af Robert Ellis.

## Medvirkende
- Elaine Hammerstein som Virginia Mynors
- Norman Trevor som Osbert Gault
- Robert Ellis som Gerald Roseborough
- Teresa Maxwell-Conover som Mynors
- Byron Russell som Percy Ferris
- Dore Davidson som Roseborough
- Evelyn Times som Pansy Mynors